# Gastrosophie
In der Gastrosophie (von altgriechisch γαστήρ gaster ‚Bauch‘ und σοφία sophia ‚Weisheit‘) wirken verschiedene natur- und geisteswissenschaftliche Fächer zusammen. Dabei steht die kulturwissenschaftliche Erforschung von Ernährung und Gesellschaft im Vordergrund. Untersucht werden alle Aspekte der Lebensmittelerzeugung, der Verarbeitung, der Vermarktung bis zum Konsum, wobei nicht nur materielle technische Bereiche, sondern auch die Bedeutung der Esskulturen verschiedener Epochen, ethische und soziologische Aspekte betrachtet werden.

## Geschichte
Ursprünge der Gastrosophie in heutigem Sinne lassen sich schon bei den alten Ägyptern aufzeigen, etwa im Papyrus Ebers, der auf vielschichtige Zusammenhänge zwischen Nahrung und Leben hinweist. In philosophischer Hinsicht sind die griechischen Schriften zur Diätetik wegweisend, insbesondere bei Epikur, der den Bauch zur Wurzel des Guten erklärt. Wichtige Akzentuierungen zum lustbetonten Umgang mit Bauch, Geschmack, Nahrung und Leben finden sich später bei Montaigne. Aufschlussreich für Zusammenhänge zwischen Nahrung und Denken ist die theologische Debatte um die Transsubstantiation, insbesondere bei Descartes.
Der moderne Begriff Gastrosophie erscheint 1824 bei William Maginn, ganz im Sinne der „Gastronomie transcendante“, die Jean Anthèlme Brillat-Savarin als Teil einer Physiologie des Geschmacks vorstellt. Die Menschheit wird hier in Verdauungstypen eingeteilt: die Regelmäßigen, die Zurückhaltenden und die Erschlafften. Im deutschsprachigen Raum erscheint der Begriff bei Baron Eugen von Vaerst in der Gastrosophie oder Lehre von den Freuden der Tafel (1851). Darin wird der Genuss von Speisen zu einer Kunstform erhoben. Drei Arten von Essern werden unterschieden: der Gourmand, der Gourmet und schließlich der Gastrosoph, der beim Essen das Beste auswähle, unter Berücksichtigung der Gesundheit und der Sittlichkeit.
Das traditionelle Interesse an „gelehrten Eingeweiden“ betrifft Sexualität und Verdauung. Oberflächlich lässt sich Gastrosophie als Lehre von den Freuden der Tafel verstehen, die sich allerdings nicht auf Lehren von den Freuden von Gaumen und Zunge beschränken kann. Der Bauch symbolisiert den ursprünglichen Sitz aller Formen des Appetits. Entsprechend bildet das Zusammenspiel verschiedener Lüste ein Zentrum gastrosophischer Aufmerksamkeit, etwa bei Brillat-Savarin, Charles Fourier und Eugen von Vaerst. Allerdings wird der Begriff seit Ende des 19. Jahrhunderts auch ganz allgemein für Literatur verwendet, die sich der Zubereitung und Darbietung von Speisen und Genussmitteln widmet; das sind im weitesten Sinne Koch- und Rezeptbücher, aber auch Tranchierbücher, Bücher zur Esskunst, zu Tischgeräten (Besteck, Geschirr etc.), zum Servieren, zu Kochgeschirr und Kücheneinrichtungen, zum Backen, zur Konditorei, zum Konservieren und Menükarten können dazu gezählt werden. Der unkritische Gebrauch des Begriffs kann allerdings zur Verflachung der gastrosophischen Reflexion beitragen, bis hin zu Theorien der Bauchverachtung oder der „Gastrophobie“.
Als wissenschaftliches Lehrfach steckt die Gastrosophie noch in den Kinderschuhen. Ihr Gegenstandsbereich überschneidet sich u. a. mit der Ernährungssoziologie, der Nahrungsforschung, der Kulturgeschichte, der Anthropologie, der Ökotrophologie, Medizin und der Philosophie.
Als deutschsprachiger Gastrosoph wurde Karl Friedrich von Rumohr bekannt, nach dem auch der Karl-Friedrich-von-Rumohr-Ring, die höchste Auszeichnung der Gastronomischen Akademie Deutschlands, benannt ist. In der Gegenwart gehört in Deutschland insbesondere Harald Lemke oder Thomas Mohrs und Ernährungsethiker wie Hans Werner Ingensiep, Franz-Theo Gottwald, Konrad Ott zu den namhaften Vertretern und Vordenkern des gastrosophischen Denkens. Auch zahlreiche Texte von Jürgen Dollase lassen sich mit ihren Überlegungen zum Stand und der Zukunft von Gastronomie und Esskultur der Gastrosophie zurechnen.

## Gastrosophie als Zukunftsthema
Der Direktor des Internationalen Forums Gastrosophie, der Philosoph Harald Lemke, propagiert seit Jahren in diversen ethischen, politischen, ästhetischen und kulturphilosophischen Schriften die Notwendigkeit einer „globalen Ernährungswende“. Dabei dient der Begriff „Gastrosophie“ zur Bezeichnung einer zukunftsethischen Bewegung für Genuss und gute Esskultur. Unter dem Motto Good food for all beschäftigen sich Befürworter der Gastrosophie mit ganzheitlichen Fragestellungen und Konzepten für die globale und lokale Ernährungswende.
Die Programmatik der neuen Gastrosophie wird von dem gesellschaftlichen Anliegen bestimmt – analog zur Energiewende und parallel zu den UN-Zielen einer nachhaltigen Entwicklung –, eine umfassende Transformation der globalen Ernährungsverhältnisse zu fordern. Der Grundgedanke ist, dass die Art und Weise, wie zurzeit weltweit Nahrung produziert, vermarktet und konsumiert wird, als eine der folgenreichsten Hauptursachen der zivilisatorischen Krise erkannt werden muss. Gleichzeitig existieren Alternativen und Gegenbewegungen in der Zivilgesellschaft, der Politik, der Wirtschaft sowie im Bildungsbereich, der Medizin, der Gastronomie, des Tourismus oder im Bereich von Kunst, Kultur und Wissenschaft, die bereits die transformativen Kräfte eines für alle besseren Essens wahrnehmen. Die international tätige Nichtregierungsorganisation Slow Food wäre als ein Beispiel der zivilgesellschaftlichen Akteure zu nennen.
In Kooperation mit der Universität Salzburg und dem dortigen Zentrum für Gastrosophie (angesiedelt am Institut für Geschichtswissenschaft) bietet das Studienzentrum Saalfelden seit 2009 den ersten universitären Master-Lehrgang zu „Gastrosophischen Wissenschaften“ an. Seit 2015 ist außerdem das Internationale Forum Gastrosophie (IFG) als außeruniversitärer Thinktank aktiv. Neben Forschung, Beratung und Bildung veranstaltet das Forum mit dem eigens entwickelten Veranstaltungsformat Gastrosophicum regelmäßig philosophisch-kulinarische Symposien zu wechselnden Thematiken.